# Arhopala tindali
Arhopala tindali är en fjärilsart som beskrevs av Ribbe 1899. Arhopala tindali ingår i släktet Arhopala och familjen juvelvingar. Inga underarter finns listade i Catalogue of Life.